# 12 дней страха
«12 дней страха» (англ. 12 Days of Terror) — фильм режиссёра Джек Шолдера по одноимённой книге Ричарда Ферниколы, основанной на реальных событиях.

## Сюжет
США, июль 1916 года. Пляжи побережья в Нью-Джерси заполнены людьми, ищущими спасения от небывалой жары в океане. Но им угрожает страшная опасность — огромная акула, которая внезапно обрела вкус к человеческой плоти. После первого же нападения молодой спасатель Алекс (Колин Эглсфилд) настаивает на закрытии пляжа. Однако местные власти, опасаясь, что сложившаяся ситуация нанесёт серьёзный урон туристическому бизнесу региона, не торопятся этого делать. А так как до этого момента официально не было зафиксировано ни одного подобного случая жестокости, да и морской биологией почти никто не занимался, некоторые даже полагали, что это всего лишь вражеская подводная лодка, ведь как раз было время Первой мировой войны. В течение 12 дней жертвами акулы-людоеда становятся четыре человека, в том числе и друг Алекса — Стэнли (Джеми Бартлетт). Тогда Алекс решает сам поймать акулу, а помогать ему в этом вызывается Капитан (Джон Рис-Дэвис), владелец небольшой рыбацкой лодки.

## В ролях
| Актёр           | Роль                                                 |
| --------------- | ---------------------------------------------------- |
| Колин Эглсфилд  | Алекс (спасатель на пляже)                           |
| Марк Декстер    | Стэнли (владелец небольшого магазина мужской одежды) |
| Дженна Харрисон | Элис (невеста Стэнли)                                |
| Джон Рис-Дэвис  | Капитан                                              |
| Джэми Бартлетт  |                                                      |
| Эдриан Голли    |                                                      |
| Колин Стинтон   |                                                      |
| Роджер Двайер   |                                                      |